# Laternenlilie
Die Laternenlilie (Sandersonia aurantiaca), auch Chinesische Laternenlilie, Chinalaterne, Goldglöckchen oder Weihnachtsglöckchen genannt, ist die einzige Art der Pflanzengattung Sandersonia innerhalb der Familie der Zeitlosengewächse (Colchicaceae). Die Trivialnamen beziehen sich auf Form und Farbe der Blüten; Chinesische Laternenlilie nicht weil sie aus China stammt, sondern weil die Blüten die Form einer Chinesischen Laterne besitzen. Sie ist im Südlichen Afrika beheimatet und wird als Zierpflanze verwendet.

## Beschreibung

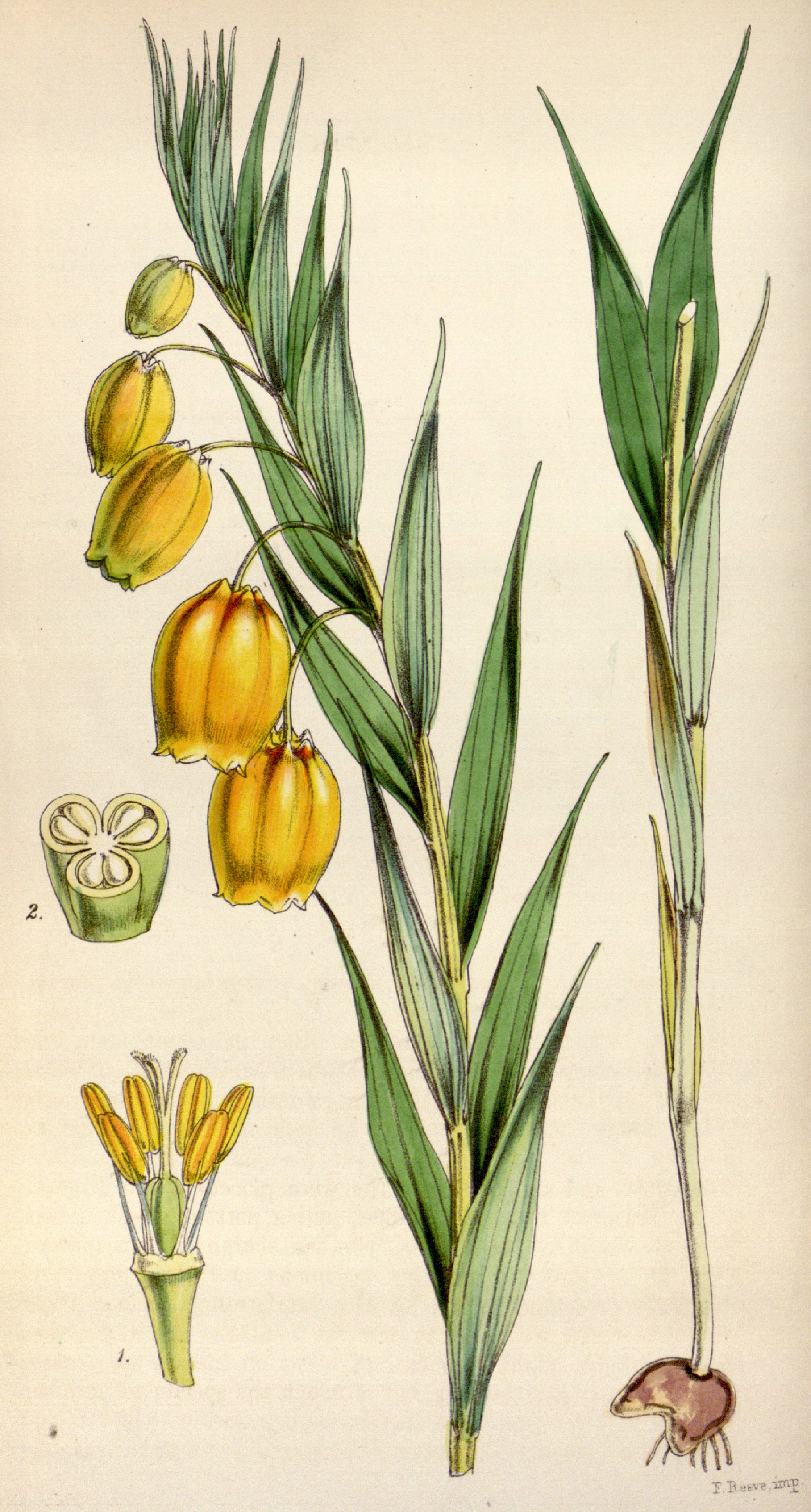
Illustration

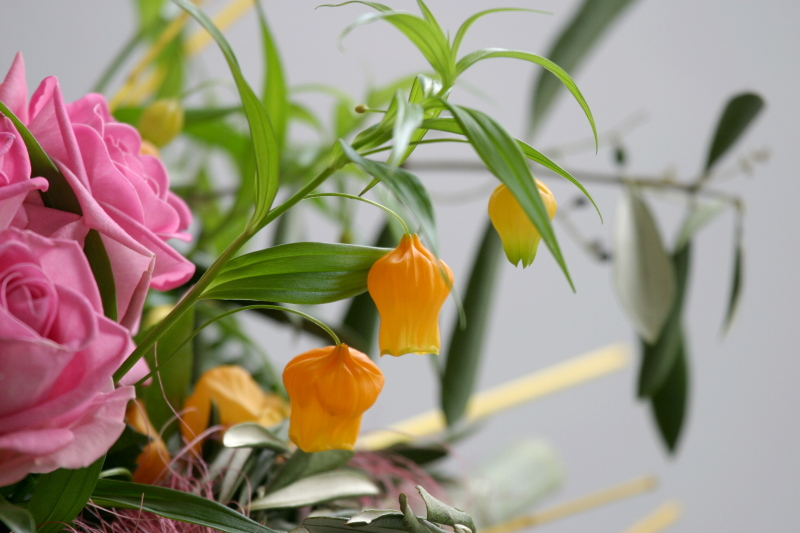
Laternenlilie (Sandersonia aurantiaca) als Schnittblume in einem Blumengesteck

### Erscheinungsbild und Blatt
Die Laternenlilie wächst als sommergrüne, ausdauernde krautige Pflanze. Dieser Geophyt bildet als Speicherorgan unterirdische, ziemlich tief sitzende, Rhizome an deren beiden Enden sich knollige Verdickungen befinden. Jede Wachstumsperiode wächst das Speicherorgan an den Enden der Verdickungen weiter. Im Frühling werden neue oberirdische Pflanzenteile gebildet. Die selbständig aufrechten bis rankenden Stängel erreichen Wuchshöhen von 1 bis zu 1,5 Meter.
Die wechselständig und spiralig am Stängel angeordneten Laubblätter sind sitzend. Die einfachen Blattspreiten sind lanzettlich und verjüngen sich manchmal an ihren oberen Enden zu einer Ranke. Die Blattspreiten besitzen drei Hauptnerven.

### Blüte
Die nickenden Blüten stehen langen Blütenstielen einzeln in den Achseln der oberen Blätter. Die auffälligen, laternenförmigen, zwittrigen Blüten sind radiärsymmetrisch und dreizählig und etwa 25 mm lang. Die sechs gleichgestaltigen Blütenhüllblätter sind glockenförmig verwachsen und hell bis dunkel orangefarben. Es sind zwei Kreise mit je drei Staubblättern vorhanden.

### Frucht und Samen
Die Kapselfrüchte enthalten viele Samen. Die kleinen, harten, braunen Samen sind fleischig und besitzen anderes als bei Gloriosa keine pergamentartige Samenschale (Testa).

### Chromosomenzahl
Die Chromosomenzahl beträgt 2n = 24.

## Vorkommen
Die Laternenlilie ist im östlichen Südlichen Afrika verbreitet. Es gibt Fundorte in Eswatini und den südafrikanischen Provinzen Ostkap, Mpumalanga sowie KwaZulu-Natal.
Die Laternenlilie gedeiht auf Grasland, manchmal am Rand von Gebüschen, an kühlen, feuchten Hängen in Höhenlagen zwischen 200 und 1800 Meter. Nur in Gebieten mit wenig Pflanzenfressern und Feuern.
In der Roten Liste der gefährdeten Arten wird Sandersonia aurantiaca gelistet. Dort gilt sie als sehr selten, aber ihre Gefährdung ist rückläufig. Sie ist durch Blumenpflücken, Degradation, Land- und Forstwirtschaft, besonders durch Ackerbau und Überweidung gefährdet. An einigen Standorten sind ihre Bestände erloschen. Die verbliebenen Standorte sind geschützt.

## Systematik
Die Erstbeschreibung der Art Sandersonia aurantiaca und der Gattung Sandersonia erfolgte 1853 durch William Jackson Hooker in Botanical Magazine, Tafel 4716.  Der Gattungsname Sandersonia ehrt den schottischen Journalisten, Händler, Pflanzensammler und Amateurbotaniker John Sanderson (1820–1881), der sich 1851 in KwaZulu-Natal aufgehalten hat. Das Artepitheton aurantiaca leitet sich vom lateinischen Wort für orangefarben ab und bezieht sich auf die Farbe der Blüten.
Sandersonia aurantiaca ist die einzige Art der Gattung Sandersonia aus der Tribus Colchiceae innerhalb der Familie Colchicaceae; sie wurde früher in die Familie Liliaceae eingeordnet.

## Verwendung
Die Laternenlilie wird als Zierpflanze in tropischen bis subtropischen Parkanlagen und Gärten verwendet. Als Schnittblume ist die Laternenlilie lange haltbar. Das wichtigste Land für den Anbau als Schnittblumen ist Neuseeland. Sie ist nicht frosthart.
Die Zulu verwendeten Sandersonia aurantiaca als Aphrodisiakum und zusammen mit anderen Pflanzenarten als Badezusatz gegen Unheil. Alle Pflanzenteile sind durch Colchicin giftig.

## Trivialnamen in anderen Sprachen
Trivialnamen in anderen Sprachen sind: Chinese-lantern Lily (englisch), Christmas Bells (englisch), golden-lily-of-the-valley (englisch), Geelklokkie (afrikaans), Geelklokkies (afrikaans), Ihlamvu (zulu), Ihlamvu Lasenhla (zulu), Umagobongwana (zulu), Ushayabhici (zulu), lyktlilja (schwedisch).